# Greatest hits (CSN)
Greatest hits is een muziekalbum van Crosby, Stills & Nash uit 2005. Het is een verzamelalbum dat wereldwijd op een cd werd uitgebracht. Op dit album komen alleen nummers voor van dit drietal en niet van Neil Young die zich in de loop van de jaren enkele malen bij dit drietal heeft gevoegd.
Het album werd uitgebracht via Rhino, het label waaronder Atlantic Records zijn verzamelalbums uitbrengt. Atlantic was door het jaren heen het label dat voor deze supergroep de reguliere albums uitbracht.

## Hitnoteringen
Het album bereikte de hitlijsten van Nederland en Vlaanderen niet. Wel werd het een hit in de volgende landen:
| Land                | piekpositie | aantal weken |
| ------------------- | ----------- | ------------ |
| Nieuw-Zeeland       | 6           | 6            |
| VS (Billboard 200)  | 24          | ?            |
| Verenigd Koninkrijk | 38          | 3            |
| Italië              | 59          | 3            |

## Nummers
| 1.                 | Suite: Judy blue eyes (van Crosby, Stills & Nash) | Stephen Stills                                                   | 7:22 |
| 2.                 | Long time gone (van Crosby, Stills & Nash)        | David Crosby                                                     | 4:17 |
| 3.                 | Just a song before I go (van CSN)                 | Graham Nash                                                      | 2:12 |
| 4.                 | Southern cross (van Daylight again)               | Richard Curtis en Michael Curtis (Crazy Horse) en Stephen Stills | 4:40 |
| 5.                 | Marrakesh Express (van Crosby, Stills & Nash)     | Graham Nash                                                      | 2:36 |
| 6.                 | Helplessly hoping (van Crosby, Stills & Nash)     | Stephen Stills                                                   | 2:37 |
| 7.                 | Shadow captain (van CSN)                          | David Crosby en Craig Doerge                                     | 4:32 |
| 8.                 | Our house (van Déjà vu)                           | Graham Nash                                                      | 3:01 |
| 9.                 | Guinnevere (van Crosby, Stills & Nash)            | David Crosby                                                     | 4:43 |
| 10.                | See the changes (van CSN)                         | Stephen Stills                                                   | 2:56 |
| 11.                | Teach your children (van Déjà vu)                 | Graham Nash                                                      | 2:55 |
| 12.                | Wooden ships (van Crosby, Stills & Nash)          | David Crosby, Stephen Stills en Paul Kantner                     | 5:22 |
| 13.                | Delta (van Daylight again)                        | David Crosby                                                     | 4:12 |
| 14.                | 49 bye-byes (van Crosby, Stills & Nash)           | Stephen Stills                                                   | 5:15 |
| 15.                | Wasted on the way (van Daylight again)            | Graham Nash                                                      | 2:51 |
| 16.                | Carry on/Questions (van Déjà vu)                  | Stephen Stills                                                   | 4:25 |
| 17.                | In my dreams (van CSN)                            | David Crosby                                                     | 5:10 |
| 18.                | Cathedral (van CSN)                               | Graham Nash                                                      | 5:15 |
| 19.                | Daylight again (van Daylight again)               | Stephen Stills                                                   | 2:28 |
| Totale duur: 77:30 |                                                   |                                                                  |      |

David Crosby · Stephen Stills · Graham Nash · Neil Young